# Bullou
Bullou era una comuna francesa situada en el departamento de Eure y Loir, de la región de Centro-Valle de Loira, que el 1 de enero de 2018 fue suprimida al fusionarse con las comunas de Dangeau y Mézières-au-Perche, formando la comuna nueva de Dangeau.

## Demografía
| Gráfica de evolución demográfica de Bullou entre 1800 y 2014 |
|                                                              |

Los datos demográficos contemplados en este gráfico de la comuna de Bullou se han cogido de 1800 a 1999 de la página francesa EHESS/Cassini, y los demás datos de la página del INSEE.